# Прісцила Аппал
Прісцила Аппал (англ. Priscila Uppal; 30 жовтня 1974, Оттава — 5 вересня 2018, Торонто) — канадська поетеса, прозаїкиня, драматургиня і літературознавиця. Член Королівського товариства Канади (2016).

## Біографія
Народилася в Оттаві 1974 року. 1997 року здобула перший ступінь в Йоркському університеті, а наступного року — ступінь магістра мистецтв в Торонтському університеті.
1998 року вийшла друком перша віршована збірка Аппал — «Як пустити кров каменю» (англ. How to Draw Blood from a Stone). Як і чотири наступні книги Аппал, ця збірка вийшла у видавництві Exile Editions. У 1999, 2001 і 2003 роках вийшло ще три збірки її віршів, а 2002 року опублікували її перший роман — «Божественна економіка порятунку» (англ. The Divine Economy of Salvation). Героїня роману, яку мучать спогади про минуле, намагається знайти притулок у монастирі, але історія її життя стає відома і там. Збірка 2001 року «Прикидаючись присмертною» (англ. Pretending to Die) потрапила до короткого списку канадської літературної премії ReLit.
2004 року закінчила докторат у Йоркському університеті. Надалі викладала у цьому закладі гуманітарні предмети та англійську мову, а вже 2006 року стала штатним професором. 2005 року опублікували книгу «Сон про Голокост» (англ. Holocaust Dream) створену спільно з фотографом Денієлом Еренуертом, де авторка розмірковує про жахіття концентраційних таборів, а ще за рік — віршовану збірку «Насущні потреби» (англ. Ontological Necessities), 2007 року включена до короткого списку головної канадської поетичної премії — Гриффіновської поетичної премії.
Другий роман Аппал — «Всім зацікавленим особам» (англ. To Whom It May Concern) — виданий 2009 року. Його сюжетна лінія, згідно з Канадською енциклопедією, є парафразом історії короля Ліра, розповідає про людину з інвалідністю, яка намагається зупинити крах свого особистого світу. До зимової Олімпіади 2010 року у Ванкувері Аппал, яку журнал «Time Out London» назвав «найдивовижнішим поетом Канади» (англ. Canada’s coolest poet) отримала посаду штатного поета фонду «Канадські спортсмени зараз» (англ. Canadian Athletes Now Fund), зберігши за собою цю посаду і через два роки, на літній Олімпіаді в Лондоні. Результатом співпраці стали дві книги віршів — «Winter Sport: Poems» (2010) і «Summer Sport: Poems» (2013). Також 2013 року вийшла книга мемуарів Аппал «Проєкція: зустрічі з моєю матір'ю, що втекла». Книга, що розповідає про возз'єднання з матір'ю Прісцили Терезою, яка колись залишила чоловіка з інвалідністю з маленькими дітьми, увійшла до короткого списку Премії генерал-губернатора в галузі нехудожньої літератури та Призу письменського фонду Гіларі Вестон.
Крім художніх творів, Аппал видавала наукові праці. 2009 року вийшла її монографія «Ми те, що ми оплакуємо: сучасна англо-канадська елегія». Аппал, що входила до ради директорів Ради з мистецтв Торонто, також працювала редакторкою літературних антологій (2004 року — антології канадських поетес південноазійського походження «Червоний шовк», 2009 року — антології 20 канадських поетів «Книга виганання поезії у перекладах», а 2011 року — збірки «Найкраща канадська поезія», а також збірок нарисів про канадських авторів Баррі Калахана та Метта Коені).
2015 року Аппал діагностували синовіальну саркому — рідкісну й агресивну форму раку. Тема хвороби та смерті з цього моменту стала займати важливе місце у її творчості, зокрема, позначившись на опублікованій 2017 року п'єсі «Що сказала Лінда». Ця п'єса основана на досвіді спілкування з актрисою Ліндою Гріффітс, яка померла від раку приблизно в той же час, коли його діагностували в Аппал.
2016 року Аппал обрана членом Академії мистецтв і гуманітарних наук Королівського товариства Канади. Померла у Торонто у вересні 2018 року у 43 роки; вже після її смерті вийшла друком остання збірка її віршів «На другий погляд» (англ. On Second Thought: Collected Poems) і редагована нею спільно з Меган Стрімас «Ще одна проблемна антологія ракових віршів» (Another Dysfunctional Cancer Poem Anthology).

### Поетичні збірки
- 1998 — How to Draw Blood from a Stone
- 1999[8] — Confessions of a Fertility Expert
- 2001 — Pretending to Die
- 2003 — Live Coverage
- 2006 — Ontological Necessities
- 2010 — Traumatology
- 2010 — Successful Tragedies: Poems 1998—2010
- 2010 — Winter Sport: Poems
- 2013 — Summer Sport: Poems
- 2015 — Sabotage
- 2018 — On Second Thought: Collected Poems

### Проза
- 2002 — The Divine Economy of Salvation
- 2005 — Holocaust Dream[8]
- 2009 — To Whom It May Concern
- 2013 — Projection: Encounters with my Runaway Mother
- 2015 — Cover Before Striking

### Драматургія
- 2014 — Six Essential Questions
- 2017 — What Linda Said

Твори Прісцили Аппал перекладені хорватською, нідерландською, французькою грецькою, корейською, італійською та латиською мовами.